# ママタルト
ママタルトは、サンミュージックプロダクションおよび漫才協会に所属する日本のお笑いコンビ。M-1グランプリ2024ファイナリスト。

## メンバー
大鶴 肥満（おおつる ひまん、1991年〈平成3年〉7月20日 - ）（34歳）
ボケ担当、立ち位置は向かって右。
- 東京都練馬区出身。
- 明治大学情報コミュニケーション学部卒業。
- 身長182cm、体重190kg。
- 本名および旧芸名：粕谷 明弘（かすやあきひろ）
- 趣味は漫画、アニメ。
- 特技はぷよぷよ、実況パワフルプロ野球など。
- 明治大学お笑いサークル木曜会Z、太田プロエンタテイメント学院7期出身。
- 軽音楽部出身で、ドラムとサックスを演奏することができる。
- 読売ジャイアンツのファン。
- 芸名の由来は、大鶴義丹に似ていることからきている。「肥満」という単語のイメージの悪さから一時期「ふぐ」に改名していた。
- 「まーごめ」というギャグを持つ。これは大鶴義丹本人が浮気謝罪会見で、マルシアへ「まーちゃんごめんね」と述べたのを略したもので、大鶴肥満の愛称および万能な単語としても用いられている。
- 芸人になる前の大学3年生の頃に、『笑っていいとも』内のコーナー「そっくりさんカーニバル」に「大鶴義丹のそっくりさん」として出演したことがある。

檜原 洋平（ひわら ようへい、1991年〈平成3年〉7月27日 - ）（34歳）
ツッコミ・ネタ作成担当、立ち位置は向かって左。
- 大阪府和泉市出身。
- 清風南海中学校・高等学校を経て神戸大学発達科学部卒業。
- 身長174cm、体重82kg。
- 趣味はぷよぷよ、特技はカレー作り。
- 愛称は「ひわちゃん」「ひわボーイ」。
- 大音量で音楽を流し、それに合わせてシャンプーするという「ミュージックシャンプー」を不定期でXに投稿している。
- R-1グランプリ2021準決勝進出。

## 来歴
大鶴は『爆笑オンエアバトル』（NHK総合）や田上よしえを見てネタというものを意識し始め、笑う犬シリーズに出演したいと考えるようになった。お笑いサークルに在籍していた大学4年時、ワタナベエンターテインメントの大会で受賞したのがきっかけで元祖爆笑王からプロへの誘いを受けたが、一度は断る。卒業後は塾講師として働いていたが、しばらくしてから考え直しした結果、2015年に太田プロダクションの養成所へ入所、コンビを結成した。
檜原は和泉市立槇尾中学校在学中にからキン肉マンに登場するキャラクター「ゲッパーランド」をラジオネームとして用い、『着信御礼!ケータイ大喜利』（NHK総合）やラジオ番組へネタを投稿していた。高校時代に「グランドメニュー」というコンビでM-1甲子園の南大阪大会で優勝を果たす。粗品（霜降り明星）とはその大会で出会ってからの仲。2020年には、粗品が主催するライブ「ツッコミ」で優勝した。大学生時代はコンビ「サンストレンジ」として大阪の5upよしもとで活動。『第3回わらいを愛する学生芸人No.1決定戦〜アマがプロに勝つ!?お笑い下克上元年〜』で優勝を果たすなど活躍していた。卒業前には就職活動へ励み、一人で企画を50本出してアダルトビデオ制作会社(SOD)から内定を受けたものの、研修で挫折して内定を辞退した。なお、内定辞退の際には、会社側から夢を応援してもらったという。大学卒業後は芸人活動を再開させ、東京に拠点を移したが、相方がナンパばかりするようになり、お笑いに本腰を入れなくなったことから解散した。
その後、大阪時代から仲の良かったZAZYに「次はすごく太っているか、すごく歌がうまい人のような、特徴のある人と組んだほうがいい」とアドバイスを受けた。その翌日に出演予定の大喜利ライブに赴くと、たまたま前の席に座っていた大鶴と出会う。大鶴の持つ大柄な体型を見て運命を感じ、コンビ結成を決めた。一方で大鶴は、養成所内でのコンビこそ事務所所属が確実だろうと言われていたが、本人は所属しても必ず解散するだろうと考えていたという。その養成所卒業直前のタイミングで檜原に声をかけられる。大鶴は一方的に檜原を知っており、大喜利の強い実力者という認識を持っていた。この時はまだ大鶴のコンビは解散していなかったが、檜原から「僕と組めばあなたは王になることができる」と説得を受けたため、コンビを結成する形になった。檜原は元々さすらいラビーやストレッチーズなど関東の学生芸人と仲が良かったものの、「大鶴肥満と組む」と相談してみると「大鶴肥満がウケているところを見たことがない」と猛反対されたという。コンビを結成したものの、檜原が事務所所属ではなかったことから太田プロダクションには所属できなかった。そこでマセキ芸能社のオーディションを受けるも落選、その後受けたサンミュージックのオーディションに合格し、正式に所属が決定した。
コンビ名の由来は、インターネットで「オシャレ 喫茶店」と検索してでてきた喫茶店の中で自分たちが一番素敵だったと思った店が「ママタルト」だったことから。これに大鶴が常連だった練馬の定食屋「みよし」、檜原が大学生時代によく行っていた神戸市内の阪神・御影駅の立ち飲み屋「ライオン堂」の2つを候補として加え、この3つでくじ引きをした結果「ママタルト」に決まったという経緯がある。
2020年からラジオを始め、その翌年からM-1グランプリで優勝するために大阪のフリーライブに出るようになる。
2022年1月、大鶴肥満がいかに「まーごめ」を獲得していったかに迫るドキュメンタリーVTRが制作され、ライブ「劇場版まーごめドキュメンタリー まーごめ180キロ」にて放映される。これを再編集したものが、2023年5月19日より映画『まーごめ180キロ』として全国の映画館で公開された。
2022年10月2日、漫才協会へ入会。同日未明放送の『オールスター後夜祭 '22秋』（TBSテレビ）にて出題されたクイズの正解にするため、本人たちには内緒で入会させられた。
2023年3月1日、YouTubeチャンネル『ママタルト本物チャンネル』の本格始動を発表。それまではネタ動画などを不定期に投稿していたが、本格始動後は企画動画などを毎日投稿していた。2023年8月21日に、不定期投稿を再開した。

## 芸風
一部の熱狂的なファンにウケるよりも、みんなに笑ってもらえるようなネタを目指している。主にコント漫才を得意としており、コントも演じている。大鶴の巨体を活かしたダイナミックなボケと、檜原の長いツッコミが特徴。
結成当初は檜原がボケ、大鶴がツッコミ担当と役割が逆であった。しかし、当時の大鶴のツッコミが「鼻につく」という理由で著しく評判が悪かったため、檜原がツッコミを担当するようになった（ただし、檜原曰く「（当時の）自分もツッコミは下手だったが、大鶴よりはマシだったので消去法で決まった」）。このような経緯でツッコミを担当しているため、檜原はネタ中に「この役割最悪だな」と思いながら嫌々大鶴にツッコんでいる事を明かしている。また檜原はネタ以外ではツッコまないスタンスを通しており、ライブのコーナーMCを任されている時も一切ツッコまずボケ続けたため、徐々にMCを担当する機会が減らされているという。

## 出囃子
- サザエさん（宇野ゆう子）

## 賞レースでの戦績

### コンビ
| 年度（回）       | 結果         | エントリー No. | 会場                   | 日程           | 備考                                            |
| ---------------- | ------------ | -------------- | ---------------------- | -------------- | ----------------------------------------------- |
| 2016年（第12回） | 2回戦敗退    | 2441           | 雷5656会館ときわホール | 10月13日（木） |                                                 |
| 2017年（第13回） | 2回戦敗退    | 521            | 雷5656会館ときわホール | 10月17日（土） |                                                 |
| 2018年（第14回） | 2回戦敗退    | 1060           | 雷5656会館ときわホール | 10月7日（日）  |                                                 |
| 2019年（第15回） | 3回戦敗退    | 861            | ルミネtheよしもと      | 11月8日（金）  |                                                 |
| 2020年（第16回） | 準々決勝進出 | 1034           | NEW PIER HALL          | 11月17日（火） |                                                 |
| 2021年（第17回） | 準々決勝進出 | 302            | ルミネtheよしもと      | 11月17日（水） |                                                 |
| 2022年（第18回） | 準決勝進出   | 417            | NEW PIER HALL          | 11月30日（水） | 敗者復活戦16位                                  |
| 2023年（第19回） | 準決勝進出   | 1166           | NEW PIER HALL          | 12月7日（木）  | 敗者復活戦進出                                  |
| 2024年（第20回） | 決勝10位     | 4224           | テレビ朝日             | 12月22日（日） | 決勝キャッチコピー「デカすぎるにもほどがある!」 |

| 年度   | 結果         | 会場                                       | 日程                    |
| ------ | ------------ | ------------------------------------------ | ----------------------- |
| 2016年 | 1回戦敗退    | [東京] シアターブラッツ                    | 7月10日（日）           |
| 2016年 | 1回戦敗退    | [東京] シアターブラッツ                    | 7月31日（日）           |
| 2017年 | 1回戦敗退    | [東京] よしもと幕張イオンモール劇場        | 7月3日（月）            |
| 2017年 | 1回戦敗退    | [東京] シアターブラッツ                    | 7月20日（木）           |
| 2018年 | 2回戦進出    | [東京] シアターブラッツ                    | 8月4日（土）            |
| 2019年 | 2回戦進出    | [東京] きゅりあん小ホール                  | 7月30日（火）           |
| 2020年 | 準決勝進出   | [東京] マイナビBLITZ赤坂                   | 9月3日（木）・4日（金） |
| 2021年 | 準々決勝進出 | [東京] きゅりあん小ホール                  | 8月13日（金）           |
| 2022年 | 準々決勝進出 | [東京] なかのZERO 小ホール                 | 8月16日（火）           |
| 2023年 | 不参加       |                                            |                         |
| 2024年 | 準々決勝進出 | [東京]文化総合センター大和田4Fさくらホール | 8月14日（水）           |

- マイナビ Laughter Night 第5回グランドチャンピオン大会 決勝進出
- 第4回ナルゲキ最強決定戦 優勝
- ツギクル芸人グランプリ2021 決勝進出
- マイナビ Laughter Night 第7回グランドチャンピオン大会 決勝進出
- ツギクル芸人グランプリ2022 決勝進出
- マイナビ Laughter Night 第8回グランドチャンピオン大会 決勝進出
- ツギクル芸人グランプリ2023 決勝進出
- 2024年 第二回ポケ-1グランプリ 優勝

### 檜原
| 年度   | 結果         | 会場                          | 日程          |
| ------ | ------------ | ----------------------------- | ------------- |
| 2019年 | 2回戦進出    | [東京] 新宿シアターモリエール | 1月20日（金） |
| 2020年 | 3回戦進出    | [東京] ヨシモト∞ホール        | 2月4日（火）  |
| 2021年 | 準決勝進出   | [東京] 有楽町朝日ホール       | 2月14日（日） |
| 2022年 | 準々決勝進出 | [東京] ルミネtheよしもと      | 2月1日（火）  |
| 2024年 | 準々決勝進出 | [東京] ルミネtheよしもと      | 2月4日（日）  |
| 2025年 | 準々決勝進出 | [東京] ルミネtheよしもと      | 1月17日（金） |

### 大鶴
| 年度   | 結果         | 会場                              | 日程          |
| ------ | ------------ | --------------------------------- | ------------- |
| 2015年 | 2回戦進出    | [東京] TOKYO FM HALL              | 1月18日（日） |
| 2016年 | 1回戦敗退    | [東京] 新宿シアターモリエール     | 1月4日（月）  |
| 2017年 | 2回戦進出    | [東京] TOKYO FM HALL              | 1月20日（金） |
| 2019年 | 2回戦進出    | [東京] 新宿シアターモリエール     | 1月18日（金） |
| 2020年 | 2回戦進出    | [東京] 新宿シアターモリエール     | 1月24日（金） |
| 2021年 | 2回戦進出    | [東京] よしもと有楽町シアター     | 1月24日（日） |
| 2022年 | 2回戦進出    | [東京] よしもと有楽町シアター     | 1月21日（金） |
| 2023年 | 準々決勝進出 | [東京] ルミネtheよしもと          | 2月2日（木）  |
| 2024年 | 2回戦進出    | [東京] シダックスカルチャーホール | 1月24日（水） |
| 2025年 | 準々決勝進出 | [東京] ルミネtheよしもと          | 1月17日（金） |

## 出演

### テレビ
過去のレギュラー番組
- よかとこ発見!蛙亭イワクラ使節団〜伊藤と肥満とサイダーと〜（2022年4月9日 - 2024年3月24日、テレビ宮崎）（大鶴のみ）[58]
- ラヴィット!（2022年6月20日 - 、TBS）- 不定期出演
- 研修テレビ!!（2023年10月13日 - 2024年9月27日、テレビ朝日）[59][60]

特別番組（MCまたはメインキャスト）
- 参上!もぐもぐ学園 〜鹿児島が誇る日本一の○○を学べ!〜（2023年2月21日、鹿児島テレビ）（大鶴のみ） - メインキャスト[61]
- まいごのまーごめ（2023年8月7日・14日、2024年3月、静岡放送） - メインキャスト[62] [63]

過去の出演番組
- 明石家地下王国2（2017年7月12日、TBS）
- 勇者ああああ（2017年10月6日、テレビ東京）
- とんねるずのみなさんのおかげでした（2017年12月21日、フジテレビ）
- すぎなみスタイル（ジェイコム東京デジタル11チャンネル）
- 東京お笑いライブマニア“喜利ン児”（2018年3月23日・30日、CSテレ朝チャンネル）
- 有田ジェネレーション（2018年6月6日、12月6日 TBS）
- メレンゲの気持ち（2018年11月17日、日本テレビ）
- クーリングオフ型ネタ見せ番組 金返せショー（2019年2月3日、フジテレビ）
- 沼にハマってきいてみた（2019年7月29日、NHK総合）
- 前略、西東さん（2019年8月31日、中京テレビ）[64]
- アメトーーク!（2019年9月26日、テレビ朝日）
- ヒルナンデス!（2019年12月23日、2020年8月14日、日本テレビ）
- ゲームズボンド（2019年12月26日、テレビ朝日）
- カミナリのトーク番組 カミナリ/10（2020年4月26日、CSテレ朝チャンネル1）[65]
- ネタパレ（2020年9月18日、10月30日（檜原のみ）、12月11日（大鶴のみ）、フジテレビ）[66][67][68]
- 新shock感（2020年10月31日、テレビ東京）
- KAT-TUNの世界一タメになる旅+（2020年11月5日、TBS）
- アウト×デラックス（2020年11月12日、フジテレビ）
- 日本人の3割しか知らないこと くりぃむしちゅーのハナタカ!優越館（2020年12月10日、テレビ朝日）
- 爆笑ヒットパレード（2021年1月1日、フジテレビ）
- チャンスの時間（2021年3月17日・5月19日 AbemaTV）
- 女の揉めごとお笑いバトル いざこざの花園（2021年4月2日・7日・8日、フジテレビ）
- マヂカルクリエイターズ（2021年4月20日、テレビ東京）
- 有吉の壁（2021年4月28日、日本テレビ）[69]
- そろそろ にちようチャップリン（2021年8月7日・14日、テレビ東京）
- 賞金奪い合いネタバトル ソウドリ〜SOUDORI〜（2021年9月13日、TBS）
- ゴッドタン（2021年11月6日、テレビ東京）（檜原のみ）
- 有田P おもてなす（2021年11月13日、NHK総合）
- セブンルール（2021年12月7日、フジテレビ）（大鶴のみ）
- 白黒アンジャッシュ（2022年1月4日・11日、千葉テレビ）
- 芸人シンパイニュース（2022年1月7日、テレビ朝日）（大鶴のみ）
- ぺこぱポジティブNEWS（2022年1月19日・26日、テレビ朝日）
- ネプリーグ（2022年2月21日、フジテレビ）[70]
- ザ・ベストワン（2022年3月4日、TBS）
- ボクらの時代（2022年3月13日、フジテレビ）（大鶴のみ）[71]
- 水曜日のダウンタウン（2022年6月22日、TBS）
- オンエア決めろ!ー笑武ー（2022年9月6日、BSJapanext）
- クイズプレゼンバラエティー Qさま!!（2023年2月20日、テレビ朝日）（大鶴のみ）

### ラジオ
- マイナビ Laughter Night （TBSラジオ、2018年7月20日[72]・9月28日[73]・11月16日[74]、2019年5月24日[75]・6月7日[76]・8月2日[77]・9月20日[78]・10月25日[79]、11月29日[80]、2020年1月31日[81]・2月28日[82]・7月24日[83]・10月9日[84]・11月20日[85]、2021年2月19日[86]、10月29日、12月17日[87]、2023年2月17日[88]）
- サンドウィッチマンの天使のつくり笑い（NHKラジオ第1放送、2018年5月21日、6月4日・18日、7月2日）
- 三四郎のオールナイトニッポン（ニッポン放送、2019年12月31日）
- 爆笑問題の日曜サンデー（TBSラジオ、2022年3月20日）

### ネットラジオ
現在のレギュラー
- ママタルトのラジオ母ちゃん（GERA放送局、2020年4月30日 - ） - 毎週木曜日20時放送

過去のレギュラー
- 芸人Boom!Boom! ママタルトのラジオまーちゃん（stand.fm、2020年5月26日 - 2024年1月23日） - 毎週火曜日23時放送
- ママタルトのオールナイトニッポンPODCAST（ニッポン放送、2022年1月1日 - 2月13日） - 2022年1月度パーソナリティ

### インターネット
- R藤本のユーモアチャンネル（ニコニコ生放送）
- サンミュージックの前説放送（ニコジョッキー）
- 肥満ぐんぴぃの背徳フライデー（YouTube「動画、はじめてみました（テレビ朝日公式）」、2024年7月26日 - ) - 大鶴のみ

### CM
- 読売巨人軍公式ファンクラブ「CLUB GIANTS」（2022年、2023年）（大鶴のみ）[13]
- SANKYOパチンコ「Pフィーバー 機動戦士ガンダムユニコーン 再来 －白き一角獣と黒き獅子－」（2024年） ※Web-CM[91]

### 連載
- ママタルト大鶴肥満の気まごめピザ〜思い出を添えて〜[92]（お笑いナタリー、2022年3月23日[93] - ）

### 舞台・ライブ
- 「ななまんざい」紀伊國屋サザンシアター（2023年1月9日、吉本興業所属・ななまがり主催ライブ） - ゲスト[94][95]
- 「ミステリーピューロランド -大鶴肥満 緋色のウェディング-」（2024年9月15日、21日、23日、10月5日予定、サンリオピューロランド）[96]

### 映画
- まーごめ180キロ（2023年5月19日劇場公開）[25]

### テレビドラマ
- 引越し探偵サクラ（2024年3月26日 - 4月6日、テレビ東京）（大鶴）[97]
- しょせん他人事ですから〜とある弁護士の本音の仕事〜 第1話「主婦ブロガー炎上編」（2024年7月19日） - 相談者 役（大鶴）

### 配信ドラマ
- ケンシロウによろしく（2023年9月22日 - 、DMM TV） - 森山林 役（大鶴）[98]